# Don't Leave Me (Ne Me Quitte Pas)
«Ne Me Quitte Pas», luego conocida como «Don't Leave Me (Ne Me Quitte Pas)», —del inglés y francés «No me dejes»— es una canción de la cantautora ruso-estadounidense Regina Spektor. La primera corresponde a su álbum de 2002, Songs y en 2012, más de diez años después de su creación, se grabó una nueva versión de esta titulada «Don't Leave Me (Ne Me Quitte Pas)», lanzada a su vez como el segundo sencillo de su álbum contendor, What We Saw from the Cheap Seats. Ninguna de estas versiones guarda relación con la canción de nombre similar «Ne me quitte pas» de Jacques Brel.

## Versión de 2002
«Ne Me Quitte Pas» formó parte de la lista de canciones del álbum Songs de 2002. Este último, el segundo de la discografía de Spektor, correspondía a los inicios de su carrera artística y había sido autopublicado, sin la intervención de una discográfica o terceros, cosechando bajos niveles de ventas. Se grabó en un solo día en el estudio de un amigo de la cantante, sin posibilidad de editar las tomas logradas. La canción es simple y en ella convergen solamente la voz de ella acompañada de un piano, sin otros instrumentos ni posproducción. La letra fusiona versos en inglés con un estribillo y un título en francés.

## Versión de 2012
Más de diez años después de su creación, la canción volvió a aparecer en un álbum, esta vez con el título traducido de «Don't Leave Me (Ne Me Quitte Pas)». Pasó a ser la tercera canción del tracklist de What We Saw from the Cheap Seats, su álbum de estudio de 2012, producido bajo la supervisión de Mike Elizondo y con la intervención de los sellos discográficos Sire y Warner. La nueva versión incorpora cambios significativos en el sonido, logrando una canción con mayor ambientación y calidad al ser grabada en un estudio. Se destaca la adhesión de sonidos de batería y teclados. La cantante expresó que reeditó esta canción una vez que contó con los recursos necesarios para saldar una «deuda pendiente» propia, dado que desde su concepción pensó en tener una «producción más grande y arreglos diferentes» para «Ne Me Quitte Pas» que en su momento no pudo costear.

### Lanzamiento y desempeño
Fue lanzada como sencillo para su compra digital el 26 de marzo de 2012 a través del sitio web iTunes, y habilitada para su escucha en la plataforma SoundCloud ese mismo día. Sólo en Estados Unidos se lanzó una edición especial en formato de CD para promoción, que incluía a «Don't Leave Me (Ne Me Quitte Pas)» junto al primer sencillo del álbum «All the Rowboats».
Luego del estreno del álbum el 29 de junio, Regina Spektor publicó una nueva versión de «Don't Leave Me (Ne Me Quitte Pas)» cantanda enteramente en ruso, su idioma madre. Esta nueva interpretación llamada «Не Покидай Меня» respeta la musicalización de la canción de 2012 y el estribillo en francés original, pero reemplaza los versos en inglés por ruso. Al anunciarla en su cuenta oficial de Facebook, escribió:

«Escribí una versión en ruso de mi canción mientras trabajaba en la grabación del disco. Ahora me gustaría regalársela a mis estudiantes de ruso (y a todos los que disfrutan del idioma). Gracias y estoy ansiosa por conocerlos»

La versión fue lanzada al mercado como sencillo independiente a través de iTunes y posee una carátula similar a «Don't Leave Me (Ne Me Quitte Pas)», pero con su título «Не Покидай Меня» en el alfabeto cirílico ruso.
En televisión, la canción fue parte de la banda sonora del noveno capítulo de la octava temporada de la serie estadounidense Weeds.  El servicio de streaming Spotify la incluyó en su lista de reproducción temática para futuras madres.

### Video musical
Junto con la reedición de 2012 y como parte de la promoción de su álbum contenedor, What We Saw from the Cheap Seats, se lanzó un video musical de «Don't Leave Me (Ne Me Quitte Pas)» mediante YouTube. El mismo, estrenado el 12 de junio de 2012 por el canal oficial de Regina Spektor cosechó más de siete millones de reproducciones y refleja la lírica optimista y la música alegre de la canción. La cantautora, quien es a su vez la protagonista del video, se encuentra en una lujosa habitación de un hotel de Nueva York, ciudad donde se sitúa la letra de la pista. Al comenzar la música, Spektor comienza a entonar el sencillo al mismo tiempo que interactúa con objetos cotidianos del cuarto, creando situaciones absurdas y graciosas. Regina aparece flotando en el medio de los pasillos del edificio, caminando sobre los muebles, quemando libros en un cesto de basura del que luego se invoca la figura fantasmal de un trompetista en llamas, entre otras. En algunas escenas la cantante incluso hace planking.
La dirección estuvo a cargo de Ace Norton y fue rodado en Nueva York. El 10 de octubre de 2012, se conoció un documental trascámara a cargo del director Shervin Lainez.

## Lírico y melodías
Es una canción donde se intercala el inglés con un coro cantando enteramente en francés. La letra habla sobre los diferentes lugares de la ciudad estadounidense de Nueva York, lugar donde Spektor se asentó durante gran parte de su infancia luego de su exilio de Rusia. Se nombran destinos como la calle Bowery, el barrio del Bronx —al que la cantante se refiere cariñosamente como el bronxy Bronx— y la Avenida Lexington. Los protagonistas de la canción son desde vagabundos, niños pequeños hasta ancianos, que viven situaciones cotidianas en los lugares mencionados. El estribillo incluye la repetición de monosílabos como «oh-oh-ohs» and «ah-ah-ahs», ampliamente utilizados por la cantante en sus canciones.

La canción está escrita en la tonalidad la menor.

Sobre el sonido, «Ne Me Quitte Pas» era simple y sólo incluía un piano y las vocales de Regina, mientras que «Don't Leave Me (Ne Me Quitte Pas)» presenta un sonido mucho más completo que respeta la estructura original de la canción, pero hace hincapié en nuevos instrumentos complementarios y en la voz de la cantante. Se agregaron trompas, sintetizadores, bajos, teclados electrónicos y una batería. El resultado fue una obra que ha sido descrita como «infecciosa e inusual», que se asemejaba a géneros como «pop francés» y calipso y que sonaba más «azucarada» y «demasiado optimista». En líneas generales, de acuerdo con una partitura publicada por EMI Music Publishing en el sitio web Musicnotes.com, la pista tiene un ritmo moderado de 88 pulsaciones por minuto con un compás simple y está escrita en la tonalidad la menor. Hamish MacBain para NME la consideró el «éxito del verano». Jo Light de Blogcritics.org dijo de la versión de 2012 que es una «reedición inofensiva» y que es «más luminosa y accesible». Aventuró que esta canción en particular es un testimonio del pasaje de Spektor de ser una artista experimental inspirada en el jazz, a una cantante más pop; sin embargo, no consideró esto como un cambio negativo y concluyó «Spektor logró ser más popular sin abandonar sus raíces y originalidad».

## Lista de canciones

### Don’t Leave Me (Ne me quitte pas) (2012)
Todas las canciones escritas y compuestas por Regina Spektor. 
| Descarga digital en iTunes |                                     |          |  |
| N.º                        | Título                              | Duración |  |
| 1.                         | «Don’t Leave Me (Ne me quitte pas)» | 3:37     |  |

| CD (Estados Unidos) |                                     |          |  |
| N.º                 | Título                              | Duración |  |
| 1.                  | «All the Rowboats»                  | 3:34     |  |
| 2.                  | «Don’t Leave Me (Ne me quitte pas)» | 3:39     |  |

- Fuente: Discogs[1]

## Posicionamiento en las listas
| Sencillo                            | País                  | Lista | Posición máxima alcanzada | Ref. |
| ----------------------------------- | --------------------- | ----- | ------------------------- | ---- |
| «Don’t Leave Me (Ne me quitte pas)» |                       |       |                           |      |
| Bélgica (Flandes)                   | Ultratop 50           | 19    | [ 21 ]                    |      |
| Bélgica (Valonia)                   | Ultratop 40           | 31    | [ 21 ]                    |      |
| México                              | Mexico Ingles Airplay | 47    | [ 22 ]                    |      |

## Personal
- Regina Spektor — vocales, piano, teclado y marimba.
- Aaron Sterling — batería y marimba.
- Mike Elizondo — bajo y producción.
- Danny T. Levin — trompeta.
- David Moyer — saxo barítono y tenor
- Jack Dishel — vocales adicionales

Fuente: créditos extraídos del booklet físico del álbum